# Telhara
Telhara es una ciudad y  municipio situada en el distrito de Akola en el estado de Maharashtra (India). Su población es de 20986 habitantes (2011). 

## Demografía
Según el censo de 2011 la población de Telhara era de 20986 habitantes, de los cuales 10759 eran hombres y 10227 eran mujeres. Telhara tiene una tasa media de alfabetización del 90,18%, superior a la media estatal del 82,34%: la alfabetización masculina es del 94,04%, y la alfabetización femenina del 86,19%.